# 宮城県の図書館一覧
宮城県の図書館一覧（みやぎけんのとしょかんいちらん）は、宮城県内にある全ての図書館の一覧である。（学校図書館を除く。）

## 県立図書館
- 宮城県図書館

## 市町村立図書館

### 仙台都市圏
- 仙台市図書館
  - 市民図書館
  - 広瀬図書館
  - 宮城野図書館
  - 榴岡図書館
  - 若林図書館
  - 太白図書館
  - 泉図書館
- 塩竈市民図書館
- 多賀城市立図書館
- 名取市図書館
- 岩沼市民図書館
- 亘理町立図書館
- 利府町図書館

### 仙南圏
- 白石市図書館
- 角田市図書館
- 丸森町立図書館
  - 丸森町立金山図書館
- 蔵王町立図書館
- 柴田町図書館

### 石巻圏
- 石巻市図書館
- 東松島市図書館
- 大崎市図書館
- 加美町中新田図書館
- 加美町小野田図書館
- 美里町小牛田図書館（美里町近代文学館）
  - 南郷図書館

### 気仙沼・本吉・登米・栗原圏
- 気仙沼市図書館
  - 気仙沼図書館
  - 本吉図書館
- 南三陸町図書館
- 登米市立図書館
  - 迫図書館
  - 登米図書館
- 栗原市立図書館
  - 栗駒図書館
  - 金成図書館

## 大学図書館
- 東北大学附属図書館
  - 本館
  - 医学分館
  - 北青葉山分館
  - 工学分館
  - 農学分館
- 宮城教育大学附属図書館
- 東北学院大学図書館
  - ラーハウザー記念中央図書館
    - 中央図書館分館

  - コラトリエ・ライブラリー（五橋キャンパス）
- 東北福祉大学図書館
  - 本館
  - ウェルコム21別館
- 宮城大学総合情報センター大和キャンパス図書館
- 仙台白百合女子大学図書館
- 仙台青葉学院短期大学図書館
- 東北医科薬科大学図書館
  - 小松島本館
  - 福室分館
- 東北工業大学附属図書館
  - 八木山本館
  - 長町別館
- 石巻専修大学図書館
- 東北生活文化大学図書館
- 聖和学園短期大学図書館
- 尚絅学院大学附属図書館
- 仙台大学附属図書館